# Opius caprilesi
Opius caprilesi är en stekelart som beskrevs av Fischer 1966. Opius caprilesi ingår i släktet Opius och familjen bracksteklar. Inga underarter finns listade i Catalogue of Life.